# Castello Orsini (Massa d’Albe)
Das Castello Orsini ist die Ruine einer Höhenburg am Fuße des Monte Velino in der Nähe der mittelalterlichen Siedlung Albe Vecchia in der italienischen Gemeinde Massa d’Albe in der Provinz L’Aquila.

## Geschichte

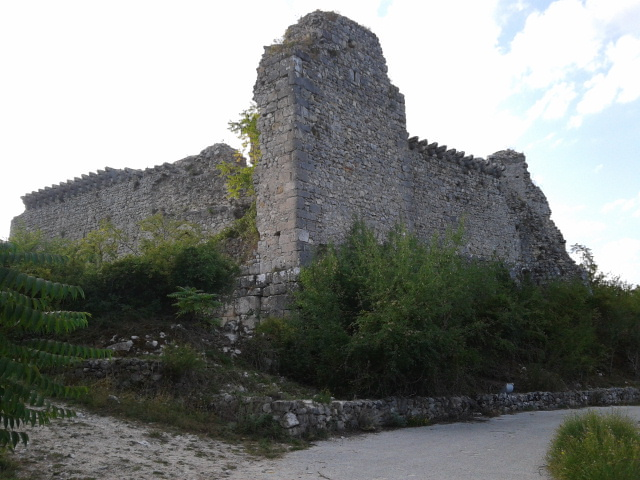
Burgmauern

Die Burgruine liegt in der Nähe der Ausgrabungsstätte mit den Resten der Aequersiedlung Alba Fucens, nach dem zweiten Samnitenkrieg im 4. Jahrhundert v. Chr. eine römische Colonia, und der späteren, mittelalterlichen Siedlung Albe, die durch das Erdbeben von Avezzano 1915 so gut wie vollständig zerstört wurde.
Die Burg, die an einem strategisch wichtigen Ort zur Kontrolle der ursprünglichen Route der Via Tiburtina errichtet worden war, wurde von den Grafen von Albe wiederaufgebaut, nur, um 1268 von den Truppen Karls I. von Neapel, des Siegers der Schlacht bei Tagliacozzo, zerstört zu werden.
Ab 1372 wurde die Burg von den Orsinis nach der Eroberung der Grafschaft von Albe erneut wieder aufgebaut, aber beim Erdbeben von Avezzano 1915 schwer beschädigt.
Im Zweiten Weltkrieg wurde in der Burg das deutsche Hauptquartier des Nachschubs über die Gustav-Linie und die Caesar-Linie untergebracht.

## Beschreibung
Die Burgruine hat einen rechteckigen Grundriss. Vom Mauerring sind noch drei Seiten erhalten, mit Ausnahme der östlichen. Zwei große Rundtürme mit Mauerfüßen finden sich an der Nordost- und der Südostecke, wogegen man an der Nordwestecke Reste eines Turms mit quadratischem Grundriss finden.
Das Eingangsportal hat einen Spitzbogen, was den Bauzeitraum der Burg im 14. Jahrhundert nahelegt, obschon der Anbau eines äußeren Mauerfußes den Wiederaufbau aus dem 15. Jahrhundert bezeugt.